# Przestrzeń Focka
Przestrzeń Focka nad przestrzenią Hilberta {\displaystyle {\mathcal {H}}} – przestrzeń Hilberta, która jest sumą prostą przestrzeni utworzonych z danej przestrzeni {\displaystyle {\mathcal {H}}} oraz jej iloczynów tensorowych {\displaystyle {\mathcal {H}}\otimes {\mathcal {H}},} {\displaystyle {\mathcal {H}}\otimes {\mathcal {H}}\otimes {\mathcal {H}},} itd. W zastosowaniu do opisu stanów cząstek kwantowych, ze względu na nieodróżnialność cząstek danego typu (elektronów, fotonów, atomów helu itp.) powyższe iloczyny tensorowe muszą być dodatkowo poddane symetryzacji bądź antysymetryzacji (objaśniono to w artykule). Dlatego definiuje się trzy typy przestrzeni Focka:
- pełną przestrzeń Focka (dla cząstek odróżnialnych),
- symetryczną (dla bozonów),
- antysymetryczną (dla fermionów).

Wektor przestrzeni Focka prezentuje stan układu kwantowego cząstek danego typu, który w ogólności jest superpozycją stanów kwantowych układów zawierających 0, 1, 2 itd. tych cząstek. Pozwala to na algebraizację opisu zmian stanów kwantowych za pomocą operatorów kreacji i anihilacji.
W teorii prawdopodobieństwa elementy przestrzeni Focka interpretuje się jako zmienne losowe.
Nazwa przestrzeni pochodzi od rosyjskiego fizyka Władimira A. Focka, który jako pierwszy zdefiniował ją w roku 1932 dla funkcji całkowalnych z kwadratem na prostej z miarą Lebesgue’a. Ścisła matematyzacja pojęcia pochodzi od J.M. Cooka.

## Symetryczny i antysymetryczny iloczyn tensorowy przestrzeni Hilberta
Niech {\displaystyle u_{1},\dots ,u_{n}\in {\mathcal {H}}} oraz {\displaystyle S_{n}} oznacza grupę permutacji zbioru {\displaystyle \{1,2,\dots ,n\}.}
Definicja 1.
Iloczynem tensorowym symetrycznym elementów {\displaystyle u_{1},\dots ,u_{n}} nazywamy element przestrzeni tensorowej {\displaystyle {\mathcal {H}}^{\otimes n}={\mathcal {H}}\otimes \ldots \otimes {\mathcal {H}},} taki że
{\displaystyle u_{1}\vee u_{2}\vee \ldots \vee u_{n}:={\frac {1}{n!}}\sum _{\sigma \in S_{n}}u_{\sigma (1)}\otimes \ldots \otimes u_{\sigma (n)}}
Definicja 2.
Iloczynem tensorowym antysymetrycznym elementów {\displaystyle u_{1},\dots ,u_{n}} nazywamy element przestrzeni tensorowej {\displaystyle {\mathcal {H}}^{\otimes n}={\mathcal {H}}\otimes \ldots \otimes {\mathcal {H}},} taki że
{\displaystyle u_{1}\wedge u_{2}\wedge \ldots \wedge u_{n}:={\frac {1}{n!}}\sum _{\sigma \in S_{n}}\epsilon _{\sigma }u_{\sigma (1)}\otimes \ldots \otimes u_{\sigma (n)},}
gdzie {\displaystyle \epsilon _{\sigma }} – znak permutacji {\displaystyle \sigma } (co w tym kontekście oznacza również symbol Leviego-Civity).
Definicja 3.
n-tym symetrycznym iloczynem tensorowym przestrzeni {\displaystyle {\mathcal {H}}} nazywamy domknięcie podprzestrzeni liniowej zawartej w przestrzeni {\displaystyle {\mathcal {H}}^{\otimes n},} generowanej przez wektory {\displaystyle u_{1}\vee \ldots \vee u_{n},} gdzie {\displaystyle u_{1},\dots ,u_{n}} przebiegają całą przestrzeń {\displaystyle {\mathcal {H}}.}
Definicja 4.
n-tym antysymetrycznym iloczynem tensorowym przestrzeni {\displaystyle {\mathcal {H}}} nazywamy domknięcie podprzestrzeni liniowej przestrzeni {\displaystyle {\mathcal {H}}^{\otimes n},} generowanej przez wektory {\displaystyle u_{1}\wedge \ldots \wedge u_{n},} gdzie {\displaystyle u_{1},\dots ,u_{n}} przebiegają całą przestrzeń {\displaystyle {\mathcal {H}}.}
Oznaczenia:
{\displaystyle {\mathcal {H}}^{\vee n}} – n-ty symetryczny iloczyn tensorowy przestrzeni {\displaystyle {\mathcal {H}}.}
{\displaystyle {\mathcal {H}}^{\wedge n}} – n-ty antysymetryczny iloczyn tensorowy przestrzeni {\displaystyle {\mathcal {H}}.}
Iloczyny tensorowe symetryczny {\displaystyle {\mathcal {H}}^{\vee n}} oraz antysymetryczny {\displaystyle {\mathcal {H}}^{\wedge n}} tworzą więc podprzestrzenie pełnego iloczynu tensorowego {\displaystyle {\mathcal {H}}^{\otimes n}} przestrzeni Hilberta.

## Przestrzeń Hilberta układu n cząstek. Symetryzacja/antysymetryzacja
Konstrukcja przestrzeni Focka przebiega następująco:
(1) Konstruuje się przestrzenie Hilberta n-cząstkowe {\displaystyle {\mathcal {H}}^{\otimes n},} tzn.
A. Jeżeli {\displaystyle {\mathcal {H}}} jest przestrzenią Hilberta wszystkich możliwych stanów pojedynczej cząstki (np. 1 elektronu, 1 fotonu, 1 atomu helu itp.), to
A. iloczyn tensorowy przestrzeni Hilberta
{\displaystyle {\mathcal {H}}^{\otimes 2}\equiv {\mathcal {H}}\otimes {\mathcal {H}}}
zawiera stany układu składającego się z dwóch cząstek tego samego typu (tj. np. 2 elektronów, 2 fotonów, 2 atomów helu itp.).
B. Analogicznie przestrzeń
{\displaystyle {\mathcal {H}}^{\otimes n}=\underbrace {{\mathcal {H}}\otimes \ldots \otimes {\mathcal {H}}} _{n{\rm {-razy}}}}
zawiera stany układu {\displaystyle n} cząstek tego samego typu.
C. W przypadku układów kwantowych przestrzenie {\displaystyle {\mathcal {H}}^{\otimes n},n=2,3,\dots } są za duże, bo zawierają stany, z których tylko niektóre są stanami układów kwantowych. Mianowicie: cząstki kwantowe są nieodróżnialne i dlatego ich stany kwantowe są stanami symetrycznymi (w przypadku bozonów, np. fotonów) lub antysymetrycznymi (w przypadku fermionów, np. elektronów). Dlatego tworząc przestrzenie Hilberta dla {\displaystyle n=1,2,\dots } cząstek kwantowych trzeba dodatkowo zredukować powyższe iloczyny tensorowe {\displaystyle {\mathcal {H}}^{\otimes n}} poprzez utworzenie symetrycznych bądź antysymetryzacji iloczynów tensorowych. Opisano to w poprzednim rozdziale.

## Definicja przestrzeni Focka: pełnej, symetrycznej i antysymetrycznej
Przestrzenią Focka pełną/symetryczną/antysymetryczną nazywa się sumę prostą iloczynów tensorowych przestrzeni Hilberta {\displaystyle {\mathcal {H}}} zwyczajnego/symetrycznego/antysymetrycznego, czyli
- pełną przestrzenią Focka (inne nazwy: wolna przestrzeń Focka, przestrzeń Maxwella-Boltzmana) nad {\displaystyle {\mathcal {H}}} jest przestrzeń

{\displaystyle \Phi ({\mathcal {H}}):=\bigoplus _{n\geqslant 0}{\mathcal {H}}^{\otimes n}=\mathbb {C} \oplus {\mathcal {H}}\oplus ({\mathcal {H}}\otimes {\mathcal {H}})\oplus \dots }
Inne oznaczenia: {\displaystyle \Gamma _{f},} bądź {\displaystyle \Gamma _{fr}.}
- symetryczną przestrzenią Focka (inna nazwa: bozonowa przestrzeń Focka) nad {\displaystyle {\mathcal {H}}} jest przestrzeń

{\displaystyle \Gamma ({\mathcal {H}}):=\bigoplus _{n\geqslant 0}{\mathcal {H}}^{\vee n}.}
Inne oznaczenia: {\displaystyle \Gamma _{s}.}
- antysymetryczną przestrzenią Focka (inna nazwa: fermionowa przestrzeń Focka) nad {\displaystyle {\mathcal {H}}} jest przestrzeń

{\displaystyle \Psi ({\mathcal {H}}):=\bigoplus _{n\geqslant 0}{\mathcal {H}}^{\wedge n}.}
Inne oznaczenia: {\displaystyle \Gamma _{s}.}
Symbol sumy prostej, użyty powyżej, oznacza sumę prostą przestrzeni Hilberta. W szczególności, wszystkie zdefiniowane wyżej przestrzenie są przestrzeniami Hilberta.
W każdym z powyższych przypadków {\displaystyle n}-ty składnik sumy prostej nazywany jest podprzestrzenią stanów (wektorów) układu {\displaystyle n}cząstek.
Każdy element {\displaystyle f} pełnej (odpowiednio, symetrycznej i antysymetrycznej) przestrzeni Focka jest postaci
{\displaystyle f=(f_{0},f_{1},\dots ,f_{n},\dots ),}
(często dla skrócenia zapisu pisze się {\displaystyle f=\sum _{n\geqslant 0}f_{n},} bądź {\displaystyle f=\bigoplus _{n\geqslant 0}f_{n}}), gdzie {\displaystyle f_{n}} jest elementem przestrzeni {\displaystyle {\mathcal {H}}^{\otimes n}} (odpowiednio, {\displaystyle {\mathcal {H}}^{\vee n},} {\displaystyle {\mathcal {H}}^{\wedge n}}) oraz
{\displaystyle \|f\|^{2}=\sum _{n\geqslant 0}\|f_{n}\|^{2}<\infty .}
Wektor
{\displaystyle \left(1,0,0,\dots \right)} (zapisywany często w postaci sumy prostej {\displaystyle 1\oplus 0\oplus 0\oplus \dots })
nazywany jest wektorem próżni (stanem próżni) i oznaczany symbolem {\displaystyle \Omega ,} bądź {\displaystyle {\textbf {1}}.}
Przestrzeń liniowa {\displaystyle \Gamma _{00}({\mathcal {H}})} generowana przez wektory postaci {\displaystyle u^{\otimes n},} gdzie {\displaystyle n} przebiega zbiór liczb naturalnych, a {\displaystyle u} przestrzeń {\displaystyle {\mathcal {H}},} tj.
{\displaystyle \Gamma _{00}({\mathcal {H}})={\text{Lin}}\left\{u^{\otimes n}\colon n\geqslant 0,u\in {\mathcal {H}}\right\},}
jest gęstą podprzestrzenią przestrzeni {\displaystyle \Gamma ({\mathcal {H}}).} Przestrzeń {\displaystyle \Gamma _{00}({\mathcal {H}})} nazywana jest przestrzenią skończonej liczby cząstek.

## Przestrzeń Focka jako wykładnicza przestrzeń Hilberta
Dla każdego elementu {\displaystyle u} przestrzeni {\displaystyle {\mathcal {H}}} wzór:
{\displaystyle \varepsilon (u):=\left(1,u,{\frac {u^{\otimes 2}}{\sqrt {2}}},\dots ,{\frac {u^{\otimes n}}{\sqrt {n!}}},\dots \right)}
określa element przestrzeni {\displaystyle \Gamma ({\mathcal {H}})\subseteq \Phi ({\mathcal {H}}),} nazywany wektorem wykładniczym (bądź eksponencjalnym) wektora {\displaystyle u.} W szczególności, wektor próżni jest wektorem eksponencjalnym {\displaystyle \varepsilon (0).}
Jeżeli {\displaystyle u} i {\displaystyle v} należą do {\displaystyle {\mathcal {H}},} to
{\displaystyle \left\langle \varepsilon (u),\varepsilon (v)\right\rangle =e^{\left\langle u,v\right\rangle }.}
Dla dowolnego podzbioru {\displaystyle S} przestrzeni {\displaystyle {\mathcal {H}}} symbol {\displaystyle {\mathcal {E}}(S)} oznacza podprzestrzeń
{\displaystyle {\mathcal {E}}(S):={\text{Lin}}\left\{\varepsilon (u)\colon u\in S\right\}.}
W szczególności, gdy {\displaystyle S={\mathcal {H}}} można pisać krótko {\displaystyle {\mathcal {E}}(S)={\mathcal {E}}.} Zbiór {\displaystyle \left\{\varepsilon (u)\colon u\in {\mathcal {H}}\right\}} jest liniowo niezależny. Co więcej, {\displaystyle {\mathcal {E}}} jest gęstą podprzestrzenią przestrzeni {\displaystyle \Gamma ({\mathcal {H}}).}
Przestrzeń Focka nad sumą prostą przestrzeni Hilberta
Jeżeli {\displaystyle {\mathcal {H}}_{1},} {\displaystyle {\mathcal {H}}_{2}} są przestrzeniami Hilberta, to
{\displaystyle \Gamma ({\mathcal {H}}_{1}\oplus {\mathcal {H}}_{2})=\Gamma ({\mathcal {H}}_{1})\otimes \Gamma ({\mathcal {H}}_{2}),}
przy czym równość w tym przypadku rozumie się z dokładnością do izomorfizmu. Jeżeli przyjąć notację {\displaystyle \Gamma ({\mathcal {H}})=e^{\mathcal {H}},} to powyższy wzór przybiera postać
{\displaystyle e^{{\mathcal {H}}_{1}\oplus {\mathcal {H}}_{2}}=e^{{\mathcal {H}}_{1}}\otimes e^{{\mathcal {H}}_{2}},}
co tłumaczyć może dlaczego przestrzeń Focka bywa nazywana czasem wykładniczą przestrzenią Hilberta (nazwa pojęcia wykładnicza przestrzeń Hilberta pochodzi od H. Arakiego i J.E. Woodsa i została wprowadzona dla symetrycznej przestrzeni Focka w kontekście algebr Boole’a operatorów rzutu na przestrzeniach Hilberta).

## Baza przestrzeni Focka
Jeżeli {\displaystyle {\mathcal {H}}} jest ośrodkową przestrzenią Hilberta oraz {\displaystyle (e_{n})_{n\in \mathbb {N} }} jest jej bazą ortonormalną, to zbiory
- {\displaystyle \left\{\left.\Omega ,e_{i_{1}}\otimes \ldots \otimes e_{i_{n}}\right|i_{j}=1,2,\dots ,\ j=1,2,\dots ,n,\ n=1,2,\dots \right\},}
- {\displaystyle \left\{\Omega ,\left.\left({\frac {n!}{r_{1}!\dots r_{k}!}}\right)^{\frac {1}{2}}e_{i_{1}}^{r_{1}}\vee e_{i_{2}}^{r_{2}}\vee \ldots \vee e_{i_{k}}^{r_{k}}\right|r_{1}+\ldots +r_{k}=n,\ 1\leqslant i_{1}<i_{2}<\ldots <i_{k},\ k,n=1,2,\dots \right\},}
- {\displaystyle \left\{\left.\Omega ,(n!)^{\frac {1}{2}}e_{i_{1}}\wedge e_{i_{2}}\wedge \ldots \wedge e_{i_{n}}\right|1\leqslant i_{1}<i_{2}<\ldots <i_{n},n=1,2,\dots \right\},}

są bazami ortonormalnymi, odpowiednio, przestrzeni {\displaystyle \Phi ({\mathcal {H}}),} {\displaystyle \Gamma ({\mathcal {H}})} i {\displaystyle \Psi ({\mathcal {H}}).} Wszystkie opisane wyżej bazy są przeliczalne, a więc (dowolnego rodzaju) przestrzeń Focka nad ośrodkową przestrzenią Hilberta jest nadal ośrodkowa.

## Operatory na przestrzeni Focka
Niech {\displaystyle u} będzie ustalonym elementem przestrzeni {\displaystyle {\mathcal {H}}.}

### Operatory anihilacji i kreacji na symetrycznej przestrzeni Focka
Funkcje
{\displaystyle a_{0}(u)\colon \{\varepsilon (v)\colon v\in {\mathcal {H}}\}\to \Gamma ({\mathcal {H}}),}
{\displaystyle a_{0}^{\dagger }(u)\colon \{\varepsilon (v)\colon v\in {\mathcal {H}}\}\to \Gamma ({\mathcal {H}})}
dane wzorami
{\displaystyle a_{0}(u)\varepsilon (v)=\left\langle u,v\right\rangle \varepsilon (v),}
{\displaystyle a_{0}^{\dagger }(u)\varepsilon (v)={\frac {d}{dt}}\left.\varepsilon (v+tu)\right|_{t=0}}
można, zgodnie z twierdzeniem o operatorze liniowym zadanym na bazie, przedłużyć do operatorów liniowych określonych na {\displaystyle {\mathcal {E}}} w sposób jednoznaczny ze względu na fakt, że zbiór {\displaystyle {\mathcal {E}}} jest liniowo niezależny.
Podprzestrzeń {\displaystyle {\mathcal {E}}} jest gęsta w {\displaystyle \Gamma ({\mathcal {H}}),} tak więc {\displaystyle a_{0}(u)^{*}} i {\displaystyle a_{0}^{\dagger }(u)^{*}} są operatorami domkniętymi.
Ponadto zachodzą pomiędzy nimi następujące relacje:
{\displaystyle a_{0}^{\dagger }(u)\subseteq a_{0}(u)^{*},\quad {\overline {a_{0}^{\dagger }(u)}}=a_{0}(u)^{*},\quad {\overline {a_{0}(u)}}=a_{0}^{\dagger }(u)^{*}},
przy czym inkluzję powyżej należy rozumieć w sensie zawierania wykresów operatorów.
Operatory anihilacji i kreacji definiuje się, odpowiednio, poprzez zależności
{\displaystyle a(u):=a_{0}^{\dagger }(u)^{*}}
oraz
{\displaystyle a^{*}(u):=a_{0}(u)^{*}.}
Operatory te są więc wzajemnie do siebie sprzężone. Zbiór {\displaystyle \Gamma _{00}({\mathcal {H}})} jest ich dziedziną istotną (podobnie jak {\displaystyle {\mathcal {E}},} na mocy definicji), gdzie określone są one następującymi wzorami:
{\displaystyle a(u)v^{\otimes n}={\sqrt {n}}\left\langle u,v\right\rangle v^{\otimes (n-1)}}
oraz
{\displaystyle a^{*}(u)v^{\otimes n}={\sqrt {n+1}}P^{(n+1)}(u\otimes v^{\otimes n}).}
Innymi słowy, operator anihilacji przenosi stany z przestrzeni {\displaystyle n} do {\displaystyle n-1} cząstkowej, a operator kreacji z przestrzeni {\displaystyle n{\text{-}}} do {\displaystyle (n+1)}-cząstkowej.
Maksymalną dziedziną, na jakiej są one zdefiniowane (jako domknięte operatory wzajemnie sprzężone), jest odpowiednio: dla operatora anihilacji
{\displaystyle D(a(u)):=\left\{f\in \Gamma ({\mathcal {H}})\colon \sum _{n\geqslant 0}\|a(u)f_{n}\|^{2}<\infty \right\},}
oraz dla operatora kreacji
{\displaystyle D(a^{*}(u)):=\left\{f\in \Gamma ({\mathcal {H}})\colon \sum _{n\geqslant 0}\|a^{*}(u)f_{n}\|^{2}<\infty \right\}.}
Ponadto zachodą pomiędzy nimi tzw. relacje CCR i CAR (ang. canonical commutation relations i canonical anticommutation relations):
{\displaystyle [a(u),a^{*}(v)]=\left\langle u,v\right\rangle I,}
{\displaystyle \{a(u),a(v)\}=\{a^{*}(u),a^{*}(v)\}=0}
gdzie {\displaystyle [\cdot ,\cdot ]} oznacza komutator operatorów, a {\displaystyle \{\cdot ,\cdot \}} ich antykomutator. Relacja CAR jest związana z tzw. regułą Pauliego mówiącą, iż żadne dwa fermiony nie mogą w jednej chwili występować w tym samym stanie kwantowym.
Operatory anihilacji i kreacji na symetrycznej przestrzeni Focka są operatorami nieograniczonymi. W szczególności,
{\displaystyle \sup _{\|h\|=1}\|a(u)h\|\geqslant \sup _{v\in {\mathcal {H}}}\|a(u)e^{-{\frac {\|v\|^{2}}{2}}}\varepsilon (v)\|=\sup _{v\in {\mathcal {H}}}|\left\langle u,v\right\rangle |=\infty .}
W literaturze używana bywa również notacja Diraca w kontekście operatorów anihilacji – {\displaystyle a_{\left\langle u\right|}^{-}} i kreacji – {\displaystyle a_{\left|u\right\rangle }^{+},} przy czym wektor „bra” jest elementem przestrzeni sprzężonej do {\displaystyle {\mathcal {H}}.}

### Operator liczby cząstek
Operator liczby cząstek {\displaystyle N} na {\displaystyle \Gamma ({\mathcal {H}})} określony jest w następujący sposób:
{\displaystyle N\colon D(N)\subset \Gamma ({\mathcal {H}})\to \Gamma ({\mathcal {H}}),\ \ Nu=(nu_{n})_{n\geqslant 0},}
gdzie:
{\displaystyle D(N):=\left\{u\in \Gamma ({\mathcal {H}})\colon \sum _{n\geqslant 0}n^{2}\|u_{n}\|^{2}<\infty \right\}.}
Operator liczby cząstek jest operatorem dodatnim (w szczególności, jest on operatorem samosprzężonym) na {\displaystyle \Gamma ({\mathcal {H}}).} Z dodatniości wynika, że można w sposób jednoznaczny określić jego pierwiastek {\displaystyle {\sqrt {N}}.}
Zbiór {\displaystyle \Gamma _{00}({\mathcal {H}})} jest dziedziną istotną operatora {\displaystyle N,} tzn. jest domknięciem obcięcia operatora {\displaystyle N} do zbioru {\displaystyle \Gamma _{00}({\mathcal {H}}).} W szczególności, dla dowolnej funkcji {\displaystyle f\colon \mathbb {N} \to \mathbb {C} ,} operator {\displaystyle f(N)} jest zdefiniowany poprzez rachunek funkcyjny dla operatorów samosprzężonych:
{\displaystyle D(f(N)):=\left\{u\in \Gamma ({\mathcal {H}})\colon \sum _{n\geqslant 0}n^{2}|f(n)|^{2}\|u_{n}\|^{2}<\infty \right\},}
{\displaystyle f(N)u=(f(n)u_{n})_{n\geqslant 0}.}

## Przykłady
Przestrzeń wykładnicza ciała liczb zespolonych
Dla każdej liczby naturalnej {\displaystyle n\geqslant 0} iloczyn tensorowy {\displaystyle \mathbb {C} ^{\otimes n}} można w naturalny sposób utożsamić z {\displaystyle \mathbb {C} ,} skąd
{\displaystyle \Gamma (\mathbb {C} )=\Phi (\mathbb {C} )=\mathbb {C} \oplus \mathbb {C} \oplus \ldots =\ell ^{2}.}
Dla każdej liczby zespolonej {\displaystyle z} wektor wykładniczy z nią stowarzyszony jest postaci
{\displaystyle \varepsilon (z)=\left(1,z,{\frac {z^{2}}{\sqrt {2!}}},\dots ,{\frac {z^{n}}{\sqrt {n!}}},\dots \right)}
i należy do przestrzeni {\displaystyle \ell ^{2}.}
Niech {\displaystyle \mu } będzie standardowym rozkładem normalnym (Gaussa) na prostej. W przestrzeni {\displaystyle L^{2}(\mu )} rozważa się tzw. funkcję tworzącą, zdefiniowaną przy pomocy wielomianów Hermite’a:
{\displaystyle e^{zx-{\frac {1}{2}}z^{2}}=\sum _{n\geqslant 0}{\frac {z^{n}}{n!}}H_{n}(x),}
gdzie {\displaystyle H_{n}} jest wielomianem Hermite’a stopnia {\displaystyle n.}
Istnieje dokładnie jeden taki izometryczny izomorfizm {\displaystyle U\colon \Gamma (\mathbb {C} )\to L^{2}(\mu ),} że
{\displaystyle [Ue(z)](x)=e^{zx-{\frac {1}{2}}z^{2}},\,z\in \mathbb {C} .}
Przestrzeń Focka nad przestrzenią funkcji całkowalnych z kwadratem na półprostej
Niech {\displaystyle B=\{B(t)\colon t\geqslant 0\}} będzie standardowym procesem Wienera (ruchem Browna) z odpowiadającą mu miarą probabilistyczną {\displaystyle \mathbb {B} } na przestrzeni funkcji ciągłych {\displaystyle C([0,\infty )).} Dla dowolnej funkcji zespolonej {\displaystyle f,} będącej elementem przestrzeni {\displaystyle L^{2}(\lbrack 0,\infty ))} (z miarą Lebesgue’a), niech
oznacza jej całkę stochastyczną Wienera względem procesu {\displaystyle B.} Istnieje wówczas dokładnie jeden izometryczny izomorfizm
{\displaystyle U\colon \Gamma (L^{2}([0,\infty )))\to L^{2}(\mathbb {B} ),}
który spełnia warunek
{\displaystyle [Ue(f)](B)=\exp {\left(\int _{0}^{\infty }fdB-{\frac {1}{2}}\int _{0}^{\infty }f(t)^{2}dt\right)}.}
Związek pomiędzy procesami gaussowskimi a przestrzenią Focka został zauważony w pracy I.E. Segala z 1959 roku.